# براندن هورتون
براندن هورتون (بالإنجليزية: Branden Horton)‏ هو لاعب كرة قدم بريطاني، ولد في 9 سبتمبر 2000. لعب مع نادي دونكاستر روفرز.

## وصلات خارجية
- براندن هورتون على موقع قاعدة بيانات كرة القدم.إي يو (الإنجليزية)
- براندن هورتون على موقع Soccerbase.com (لاعب) (الإنجليزية)